# 文化遗产

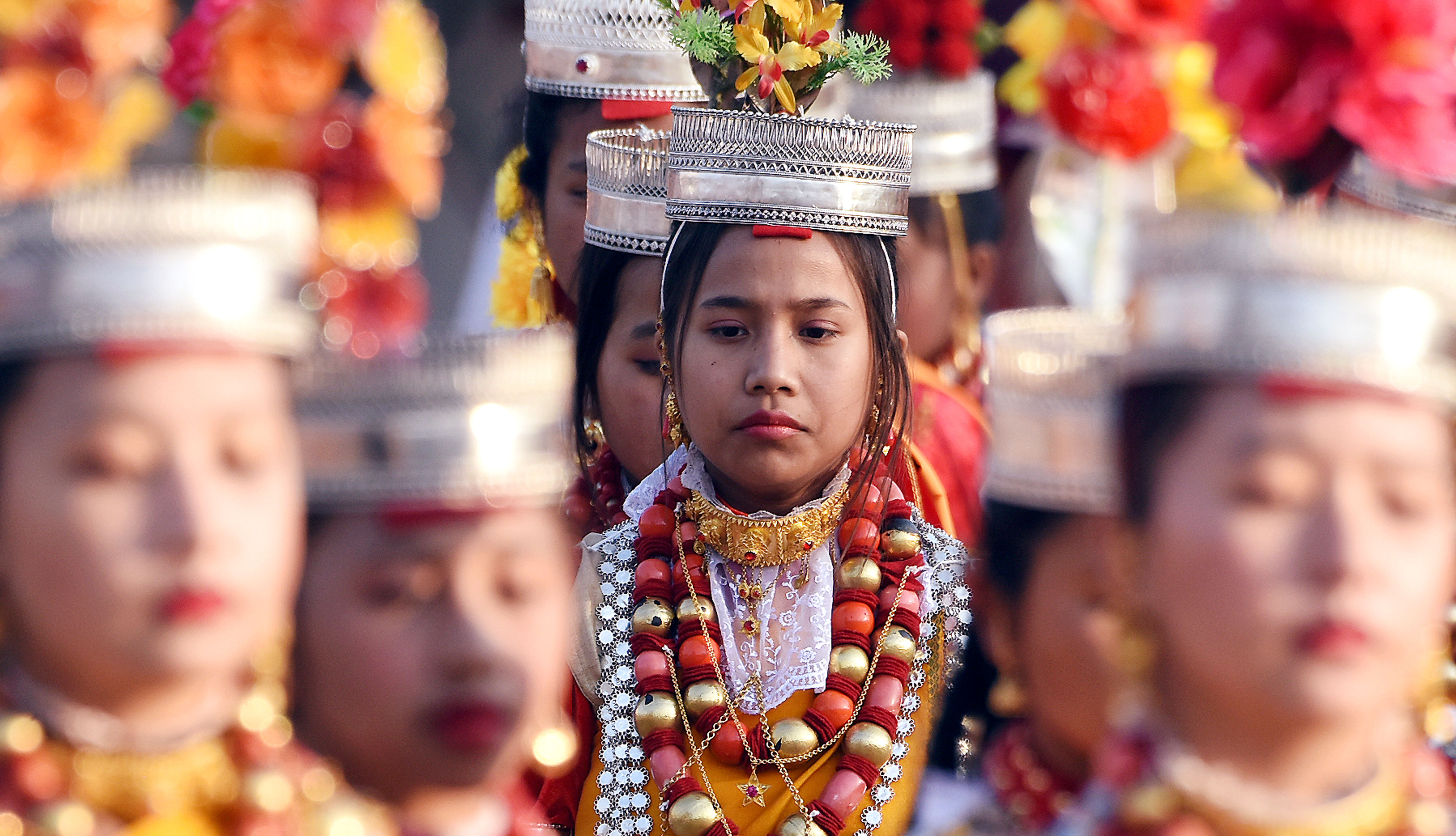
風俗與節日屬於無形遺產

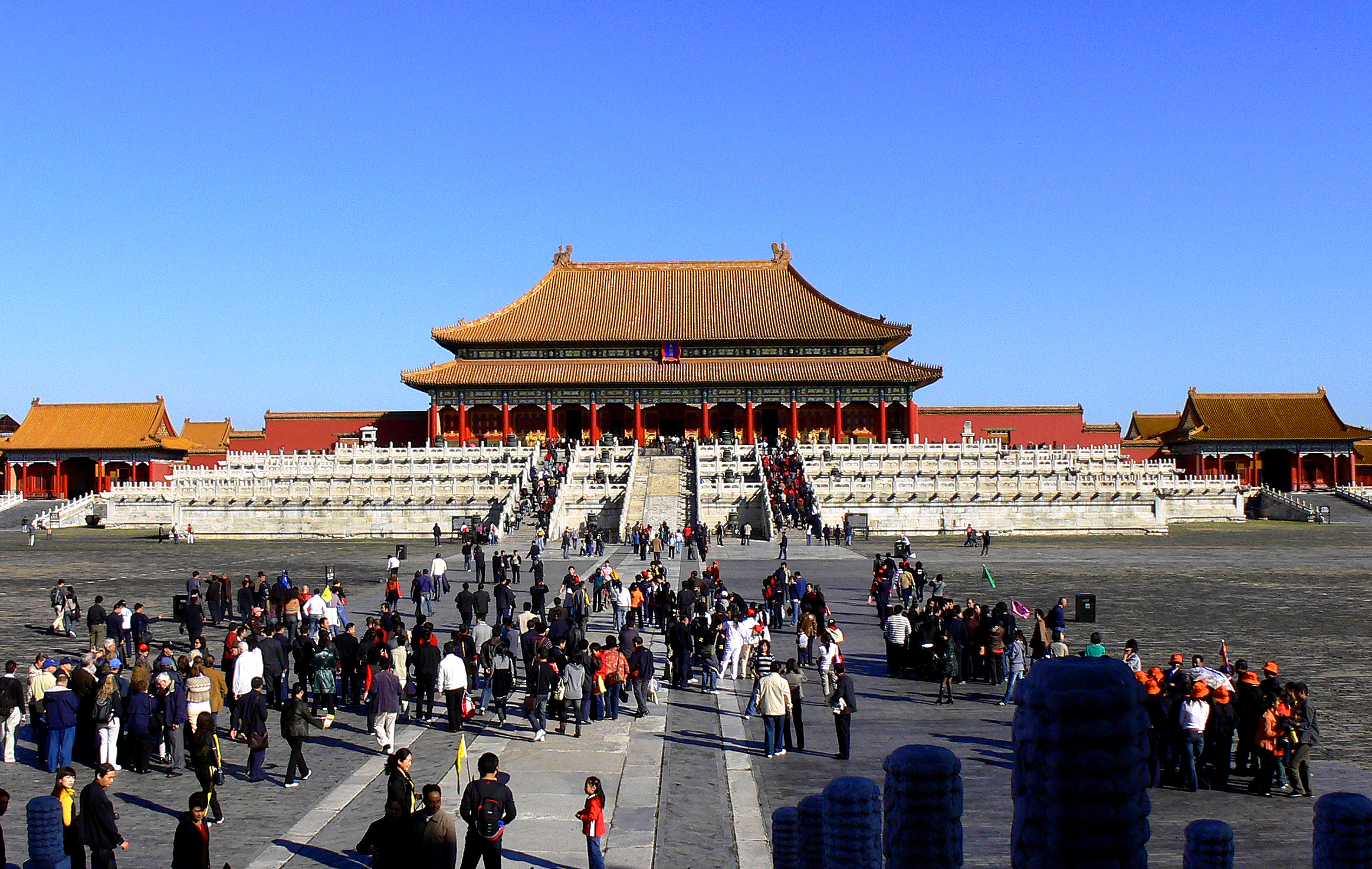
明清皇家宮殿列為聯合國有形世界遺產

文化遗产屬於文化資產或文化財產的一部份，是指具有歷史、藝術、科學等文化保存價值，並經政府機構或國際組織指定或登錄之物品。文化遺產記載了人類的生活痕跡，因此人們可以發掘歷史上人們的生活狀況。中文在概念上分为“有形文化遗产”和“无形文化遗产”。

## 物質文化遗产
“物質文化遗产”即传统意义上的“文化遗产”，根据《保护世界文化和自然遗产公约》，包括历史文物、历史建筑、人类文化遗址。
- 文物，從歷史、藝術或科學角度看具有突出的普遍價值的建築物、碑刻和雕塑、书籍、书法与绘画、具有考古性質成份或結構、銘文、洞窟以及聯合體；
- 建築群，從歷史、藝術或科學角度看在建築式樣、分佈均勻或與環境景色結合方面具有突出的普遍價值的單立或連接的建築群；
- 文化遺址，從歷史、審美、人種學或人類學角度看具有突出的普遍價值的人類工程或自然與人聯合工程以及考古等区域。

## 對文化遺產的破壞
歷史上，因戰爭、天災、人為破壞、開發等原因，令很多遺產遭到破壞。文化遗产的破坏成为全球关注的问题，原因多种多样。自然灾害如地震、洪水和火灾对历史建筑、古迹和艺术品构成了不可逆的威胁；同时，人为破坏更为严重。战争和冲突区域内，古迹常被蓄意摧毁，伊拉克、叙利亚等地的考古遗址和宗教场所遭到极端组织的破坏。此外，非法文物交易、偷盗和走私使得大量文物流失或受损。城市化进程和基础设施建设也常导致历史遗迹被拆除或掩埋。随着全球对文化遗产保护意识的提升，联合国教科文组织和各国政府正在积极采取措施保护这些珍贵的文化资产，推动保护与修复项目，保护人类共同的历史和记忆。
有些遺產因城市規劃、商業開發、保護不當等原因，對遺產造成破壞而遭到聯合國教科文組織除名。
| 遺產名           | 國家 | 登錄年分 | 登錄基準               | 瀕危            | 除名年分 |
| ---------------- | ---- | -------- | ---------------------- | --------------- | -------- |
| 阿拉伯羚羊保護區 | 阿曼 | 1994年   | (x)                    | 沒有            | 2007年   |
| 德勒斯登易北河谷 | 德國 | 2004年   | (ii), (iii), (iv), (v) | 2006年 - 2009年 | 2009年   |
| 利物浦海事商城   | 英國 | 2004年   | (ii), (iii), (iv)      | 2012年 - 2021年 | 2021年   |

### 2007年阿曼
阿拉伯羚羊保護區於2007年6月28日在紐西蘭基督城召開的第31屆世界遺產委員會會議中宣布被除名，也是成為首個被除名的世界遺產，其除名理由是阿曼政府將該保護區面積縮減九成，這保護區已名存實亡，不再符合世界遺產的標準。阿拉伯羚羊保護區位於阿曼的中東沙漠及高山地區，主要有阿拉伯羚羊，保護區在1994年被聯合國教科文組織的世界遺產委員會會議列入為世界遺產之一，偷獵和棲息地退化使羚羊種群幾乎消失。在被除名時，只有4對羚羊有繁殖能力。

### 2009年德國
2009年6月25日，在西班牙塞維亞召開年度會議的世界遺產委員會宣布，世界遺產德勒斯登易北河谷由於當地政府的建橋工程（森林宮大橋）破壞了德國德勒斯登易北河谷的獨特景觀，決定將這一遺產地從《世界遺產名錄》中去除。在被除名之前，當地德勒斯登地方政府之間為支持這座橋而進行了漫長而持久的鬥爭。2005年舉行了關於修建橋梁的公民投票，但未告知選民這會使這一處世界遺產受到威脅。2006年時被列入瀕危世界遺產，並令其延期工程，2009年時因為橋梁的建設正在進行中，拒絕再延期工程，世界遺產委員會以14比5將其除名，成為第二個被除名的世界遺產。森林宮大橋於2013年啟用。

### 2021年英國
2021年7月21日，在中華人民共和國福州市召開的第44屆世界遺產大會中宣布，由於利物浦海事商城周邊的開發計畫破壞了基地的真實與完整性，決定將此地從世界遺產除名。
恐怖主義組織伊斯蘭國曾多次破壞文化遺產，見伊斯蘭國對文化遺產的破壞。

## 非物質文化遗产
根據聯合國教科文組織《保護非物質文化遺產公約》(Convention for the Safeguarding of the Intangible Cultural Heritage)的定義，是指：被各群體、團體、有時為個人視為其文化遺產的各種實踐、表演、表現形式、知識和技能及其有關的工具、實物、工藝品和文化場所。

## 東亞的文化遺產保護政策

### 臺灣(中華民國)
中華民國政府制定有《文化資產保存法》、《文化資產保存法施行細則》等法律來保護文化資產。相關業務的中央主管機關為文化部（各類業務整合）與農委會（自然景觀），在地方的主管機關則為各地方政府的文化局（處）、農業局（處）、觀光局（處）等單位。但有也例外，如：中華民國國軍的眷村是由國防部政治作戰局管理，但近年來眷村由於多數國人的遺忘、文官的不重視與國防部政治作戰局本身也不懂得如何定義文化遺產與進行保護，而使得全世界唯獨臺灣僅有的中華民國國軍眷村文化已經是瀕臨消失。

### 日本
日本︁文化遗产被稱為文化财（ぶんかざい，Bunkazai），其法源依據為《文化財保護法》，並被定義為「部分或整體具有考古價值的物品，或是具有民族學價值的物品」。它规定了对文化财认定与管理、保护的方法，並划分与界定文化财。

### 中国
中華人民共和國制定有《中华人民共和国文物保护法》（1982年通過，1991年、2007年兩次修正、2002年修訂），於1985年正式加入《保護世界文化與自然遺產公約》，並於2002年由文化部、國家文物局、國家計委、財政部、教育部、建設部、國土資源部、環保總局、國家林業局向各地方政府發佈了《关于加强和改善世界遗产保护管理工作的意见》。
| 中國歷史文化名村     | 中国历史文化名镇 | 中國歷史文化名街       |
| 國家級文化生態保護區 | 自然遺產預備名錄 | 聯合國非物質遺產中國項 |
| 全國古籍重點保護單位 | 中國檔案文獻遺產 | 國家珍貴古籍名錄       |

## 各地的物質文化遺產

### 希臘
巴特農神殿位於雅典已經有超過二千年的歷史，高13.72公尺。傳說興建這座神殿，古代是為了祭祀智慧女神雅典娜。1687年，巴特農神殿被土耳其軍用作火藥庫，在同年九月二十六日損毀，幸好只是部分。